# Renata a Franței
Renata a Franței (născută Renée de France; n. 25 octombrie 1510, Blois, Centre-Val de Loire, Franța – d. 12 iunie 1574, Montargis, Centre-Val de Loire, Franța) a fost fiica cea mică a regelui Ludovic al XII-lea al Franței și a celei de-a doua soții, Anne de Bretania. Sora ei mai mare a fost regina Claude a Franței. Prin căsătoria cu Ercole al II-lea d'Este, nepotul Papei Alexandru al VI-lea, Renée a devenit Ducesă de Ferrara. În ultimii ani ai vieții a fost o importantă susținătoare a reformei protestante și aliată a lui Jean Calvin.